# Itazura na Kiss
Itazura na Kiss (jap. イタズラなKiss) ist ein in Japan populär gewordener Manga, der nie zu Ende geführt wurde, da die Autorin Kaoru Tada durch einen Unfall ums Leben kam. Trotz des Todes der Autorin wurde der Manga mit Erlaubnis ihres Ehemanns weiterhin veröffentlicht. Er erzählt die Liebesgeschichte von Kotoko und Naoki von den Anfängen in der Oberschule bis zur Zeit ihrer Hochzeit und ersten Kindes.
Der Manga wurde in den Jahren 1996 und 2005 in Form von drei Realverfilmungen umgesetzt, wovon letztere im Jahr 2010 fortgesetzt wurde. Im Jahr 2008 wurde von TMS Entertainment eine Anime-Fernsehserie produziert, welche die Handlung des Mangas in 25 Folgen wiedergibt.

## Handlung
Seit dem ersten Jahr in der Oberschule ist Kotoko Aihara (相原 琴子, Aihara Kotoko) in Naoki Irie (入江 直樹, Irie Naoki) verliebt, der ihr mit seiner Rede zur Einschulung den Kopf verdrehte. Kurz entschlossen versucht sie als eine der schlechtesten Schülerinnen – sie besucht die Klasse F, wobei dies die schlechteste Einstufung auf einer Oberschule ist –, ihm einen Liebesbrief zu überreichen, der jedoch von ihm gnadenlos und kaltherzig in Anwesenheit vieler Mitschüler abgelehnt wird. Kotoko wollte ihren Eroberungsversuch an dieser Stelle abbrechen. Als jedoch das schlecht erbaute Haus von Kotoko und ihrem Vater Shigeo Aihara (相原 重雄, Aihara Shigeo) bei einem leichten Erdbeben zerstört wird, ziehen beide in das Haus der Irie ein, da die Väter von Kotoko und Naoki schon seit ihrer Schulzeit eng miteinander befreundet sind.
Innerhalb des Haushalts stellt sich immer wieder heraus, dass Kotoko im Gegensatz zu Naoki und seinem jüngeren Bruder Yūki Irie (入江 裕樹, Irie Yūki) kein Genie ist und daher von beiden abgelehnt und gedemütigt wird. Dennoch findet Kotoko Unterstützung in Form von Naokis alles überwachender Mutter Machiko Irie (入江 紀子, Irie Machiko, im Anime als Noriko benannt). Sie gibt sich die größte Mühe, die beiden miteinander zu verkuppeln, was immer wieder zu peinlichen oder übereifrigen Aktionen führt. So gibt sie sich jegliche erdenkliche Mühe, bei Naoki einen guten Eindruck zu hinterlassen, was jedoch meist in einer Situation endet, in der sie auf seine Hilfe angewiesen ist. Obwohl Naoki ein kaltes Herz zu besitzen scheint, zeigt er in der siebten Ausgabe des Mangas seine Zuneigung zu ihr in Form eines Kusses, während sie schläft. Dennoch gibt er dies weder Kotoko noch jemand anderem gegenüber zu.
Die Situation spitzt sich zu, als Kotoko von ihrem alten Mitschüler Kinnosuke Ikezawa (池澤 金之助, Ikezawa Kinnosuke) ein Heiratsangebot erhält. Dies ist der erste Moment, in dem sich der ansonsten immer kühle Naoki in die regnerische Nacht stürzt, um Kotoko davon abzuhalten. In einem emotionalen Gespräch mit Kotoko gesteht er, dass sie nur ihn lieben solle. Zum Schock der ganzen Familie gibt er noch am selben Abend bekannt, sie heiraten zu wollen. Unterdessen baut sich auch eine einseitige Beziehung zwischen der reichen Austauschschülerin Chris (克莉斯) und Kinnosuke auf, der jedoch immer noch in Kotoko verliebt ist. Ursprünglich sollte Chris mit Naoki (im Anime, im Manga war dies Sasuiko) verheiratet werden, der dieses Angebot jedoch ausschlug. Letztlich gelingt es Chris, ihren Geliebten mit der Unterstützung von Kotoko für sich zu gewinnen.
Beide schlagen zusammen einen medizinischen Weg ein. So entscheidet sich Kotoko für eine Ausbildung zur Krankenschwester, und Naoki beginnt mit seinem Studium als Arzt. Während dieser Zeit und auch kurz nach ihrer Hochzeit wird immer wieder ihre Liebe auf die Probe gestellt, da die kühle Art von Naoki auf Kotoko immer wieder den Anschein eines Fehlens von Liebe hat. Dennoch bleiben die beiden zusammen, und Kotoko versteht die Gefühle ihres Mannes immer besser. So bekommen beide zusammen ein Kind namens Kotomi, während Chris und Kinnosuke mit dreien gesegnet werden.

## Entstehung und Veröffentlichungen

### Manga
Der von Kaoru Tada gezeichnete und erdachte Manga wurde erstmals im Oktober 1991 innerhalb des Margaret Magazine veröffentlicht. In diesem zu Shūeisha gehörenden Magazin lief der Manga bis zum September 1999 weiter, obwohl die Künstlerin bereits am 11. März 1999 verstarb. Ihr Ehemann willigte jedoch einer weiteren Veröffentlichung ein. Jedoch besitzt der Manga kein Ende, da die Handlung nicht weiter fortgeführt wurde. Seit dem 1. April 1994 bis zum Mai 1999 wurden insgesamt 23 Tankōbon-Ausgaben durch Shūeisha publiziert. Eine Neuauflage von Itazura na Kiss erfolgte vom 16. Januar 2004 bis zum 18. Januar 2005, wobei die einzelnen Kapitel auf 14 Ausgaben verteilt wurden. Eine dritte Auflage wurde seit dem 4. April 2008 bis zum 20. Juni 2008 parallel zu laufenden Anime-Umsetzung veröffentlicht und umfasste 12 Ausgaben.

### Realverfilmungen
Vom Oktober 1996 bis zum Dezember des Jahres wurde auf TV Asahi eine Realverfilmung des Mangas innerhalb Japans ausgestrahlt.
Eine zweite Adaption von Itazura na Kiss erfolgte durch die taiwanische Fernsehserie Èzuòjù zhī wěn (chinesisch 惡作劇之吻 / 恶作剧之吻, englisch It Started With a Kiss), die auf den Sendern CTV und GTV übertragen wurde. Die Serie basierte auf den ersten zehn Bänden des Mangas und wurde vom 25. September 2005 bis zum 12. Februar 2006 gezeigt. In der Verfilmung spielten die in Taiwan bekannten Schauspieler Joe Cheng und Ariel Lin die Hauptrollen.
Mit Èzuòjù èr wěn (chinesisch 惡作劇2吻, englisch They Kiss Again) folgte am 16. Dezember 2007 eine Fortsetzung der Serie, die bis zum 27. April 2008 auf demselben Sendern übertragen wurde.
Eine dritte Adaption folgte in Südkorea als Dramaserie Playful Kiss, die vom 1. September 2010 bis zum 21. Oktober 2010 lief.
Vom 29. März bis 19. Juli 2013 erschien eine weitere Umsetzung als 16-teiligie Serie Itazura na Kiss – Love in Tokyo (イタズラなKiss〜Love in TOKYO) auf Fuji TV Two. Kotoko wurde gespielt von Honoka Miki, Naoki von Yūki Furukawa und Kinnosuke von Yūki Yamada.

### Anime
Die von TMS Entertainment produzierte Anime-Fernsehserie Itazura na Kiss wurde unter der Regie von Osamu Yamazaki animiert. Sie umfasst 25 Folgen mit einer durchschnittlichen Länge von zirka 23 Minuten. Erstmals wurde der Anime am 4. April 2008 im japanischen Fernsehen auf dem Sender TBS übertragen. Dort lief die Serie bis zum 25. September 2008.
Auf DVD wurde die erste Folge am 4. Juni 2008 veröffentlicht. Dieser folgten im etwa monatlichen Abstand weitere Veröffentlichungen die jeweils 3 Folgen beinhalteten. Bisher (Stand: 10. Oktober 2008) wurden auf fünf DVDs, die ersten 13 Folgen durch Sony BMG Music Entertainment zum Kauf angeboten.

#### Synchronsprecher
| Rolle             | japanischer Sprecher (Seiyū) |
| ----------------- | ---------------------------- |
| Kotoko Aihara     | Nana Mizuki                  |
| Naoki Irie        | Daisuke Hirakawa             |
| Kinnosuke Ikezawa | Shuuhei Sakaguchi            |
| Noriko Irie       | Naoko Matsui                 |
| Shigeki Irie      | Takeshi Nagasako             |
| Yuuki Irie        | Romi Park                    |
| Kotomi Irie       | Tomoko Kaneda                |
| Christine Robbins | Yuuko Gotou                  |
| Keita Kamogari    | Nobutoshi Canna              |
| Marina Shinagawa  | Marina Inoue                 |